# Furschweiler
Furschweiler ist ein Ortsteil der Gemeinde Namborn, Landkreis St. Wendel, Saarland und bildet einen eigenen Gemeindebezirk. Bis Ende 1973 war Furschweiler eine eigenständige Gemeinde.

## Geographie
Der Ort liegt 350 m über N.N. Ortsteile sind neben Furschweiler noch Metzelberg und Bornerhof. Der Breitbach fließt durch Furschweiler.

## Geschichte
Ersterwähnung 1469 als Forswyler, 1328 Born (Bornerhof). 1883 wurde am Hang des Metzelberges ein römisches Landgut (Villa rustica) freigelegt. Beim Ausräumen dieser Villenreste wurden ein Steinbeil und ein Steinspitz gefunden, beides Werkzeuge, wie sie vor ca. 4000 Jahren in der Jungsteinzeit hergestellt wurden. Auf dem Bornhübel stieß ein Landwirt beim Pflügen auf Flachgräber der späteren La-Tène-Zeit, die nachweisen, dass schon in der vorrömischen Eisenzeit (5. bis 3. Jahrhundert vor Christus) hier Menschen ansässig waren. Furschweiler wurde zwar erst am 9. Dezember 1469 zum ersten Mal urkundlich erwähnt, aber besiedelt war die Gegend schon sehr viel früher. Keltische Wohnstätten sind zwar nicht vorhanden, es wurden jedoch Gräberfelder gefunden, anhand derer es nachgewiesen ist, dass hier Kelten gesiedelt haben müssen. Im Zuge der Eroberung Galliens durch Julius Cäsar (58 – 51 v. Chr.) kamen auch römische Legionäre in die Namborner Gegend. Es kam zu Kämpfen an der (heute) Alten Trierer Straße. Die Treverer trugen ihre Gefallenen auf die Höhe, wo heute das Reitscheider Kreuz an der Kreuzung Römerstraße – Gehweiler Weg steht, und beerdigten in Massengräbern mit 30 Urnen, über die andere Asche gestreut war, und 10 Minuten nördlich des Reitscheider Kreuzes entfernt, nach Roschberg zu, auf der Höhe links am Weg ihre Toten. Dieses Massengrab wurde bei einer Erweiterung eines Steinbruches freigelegt.
Im Rahmen der saarländischen Gebiets- und Verwaltungsreform wurde die bis dahin eigenständige Gemeinde Furschweiler am 1. Januar 1974 der Gemeinde Namborn zugeordnet.
Verwaltungszugehörigkeit nach 1794:
- 1798 bis 1814 – Mairie Walhausen
- 1814 bis 10. Januar 1817 – Bürgermeisterei Walhausen
- 11. Januar 1817 bis 30. September 1823 – Bürgermeisterei Namborn
- 1. Oktober 1823 bis 31. Dezember 1835 – Bürgermeisterei Bliesen
- 1. Januar 1836 bis 22. März 1920 – Bürgermeisterei Oberkirchen
- 23. März 1920 bis 6. Mai 1921 – Bürgermeisterei Oberkirchen-Süd
- 7. Mai 1921 bis 31. Juli 1935 – Bürgermeisterei Namborn
- 1. August 1935 bis 25. Februar 1947 – Amt Namborn
- 26. Februar 1947 bis 31. August 1951 – Verwaltungsbezirk Namborn
- 1. September 1951 bis 30. Juni 1952 – Amt Namborn
- 1. Juli 1952 bis 31. Dezember 1973 – Amt Oberkirchen-Namborn
- 1. Januar 1974 bis heute – Gemeinde Namborn

### Pfarrzugehörigkeit
Ehemals gehörte Furschweiler mit seiner 1828 eingesegneten Kirche St. Anna zur Pfarrei St. Wendelin in St. Wendel. Seit dem 4. Mai 1972 existiert eine eigene Pfarrei mit neun Orten.

## Politik

### Gemeindebezirk
Der Ortsrat mit neun Sitzen setzt sich nach der Kommunalwahl vom 9. Juni 2024 bei einer Wahlbeteiligung von 79,33 % wie folgt zusammen:
- CDU: 75,09 % = 7 Sitze
- SPD: 24,91 % = 2 Sitze

### Ortsvorsteher
- 1974 bis 1984: Paul Loch, CDU
- 1984 bis 2004: Ursula Kugler, SPD
- 2004 bis ........: Thomas Rein, CDU

### Ortswappen
Ein Ortswappen für den Gemeindebezirk Furschweiler wurde 1987 eingeführt.

Beschreibung: „In Gold ein bewurzelter grüner Lindenbaum, belegt mit einem Mittelschildchen, darin in Rot schwebend ein silbernes Kreuz auf hohen silbernen Sockel.“

## Wirtschaft und Infrastruktur
Kindergarten Furschweiler

### Einwohnerzahlen
- 1787 = 141 Einwohner – Amt St. Wendel (Kurfürstentum Trier)[7]
- 1819 = 218 Einwohner – Bürgermeisterei Namborn (Fürstentum Lichtenberg/Sachsen-Coburg) – 31 Häuser[8]
- 1843 = 282 Einwohner – Bürgermeisterei Oberkirchen (Rheinprovinz/Königreich Preußen) – 52 Wohnhäuser[9]
- 17. Mai 1939 = 728 Einwohner – Amt Namborn (Saarland) – Volkszählung 1939[10]
- 14. November 1951 = 848 Einwohner – Amt Namborn – Volkszählung 1951
- 6. Juni 1961 = 990 Einwohner – Amt Oberkirchen-Namborn – Volkszählung 1961 – 186 Wohngebäude[11]
- 27. Mai 1970 = 1.039 Einwohner – Amt Oberkirchen-Namborn – Volkszählung 1970
- 31. Dezember 1973 = 972 Einwohner – Amt Oberkirchen-Namborn – Gebiets- und Verwaltungsreform am 1. Januar 1974[12]
- 25. Mai 1987 = 971 Einwohner – Gemeinde Namborn – Volkszählung 1987[13]

### Verkehr
Die Landstraße 133 führt zur Autobahnauffahrt Freisen.

## Kultur und Sehenswürdigkeiten

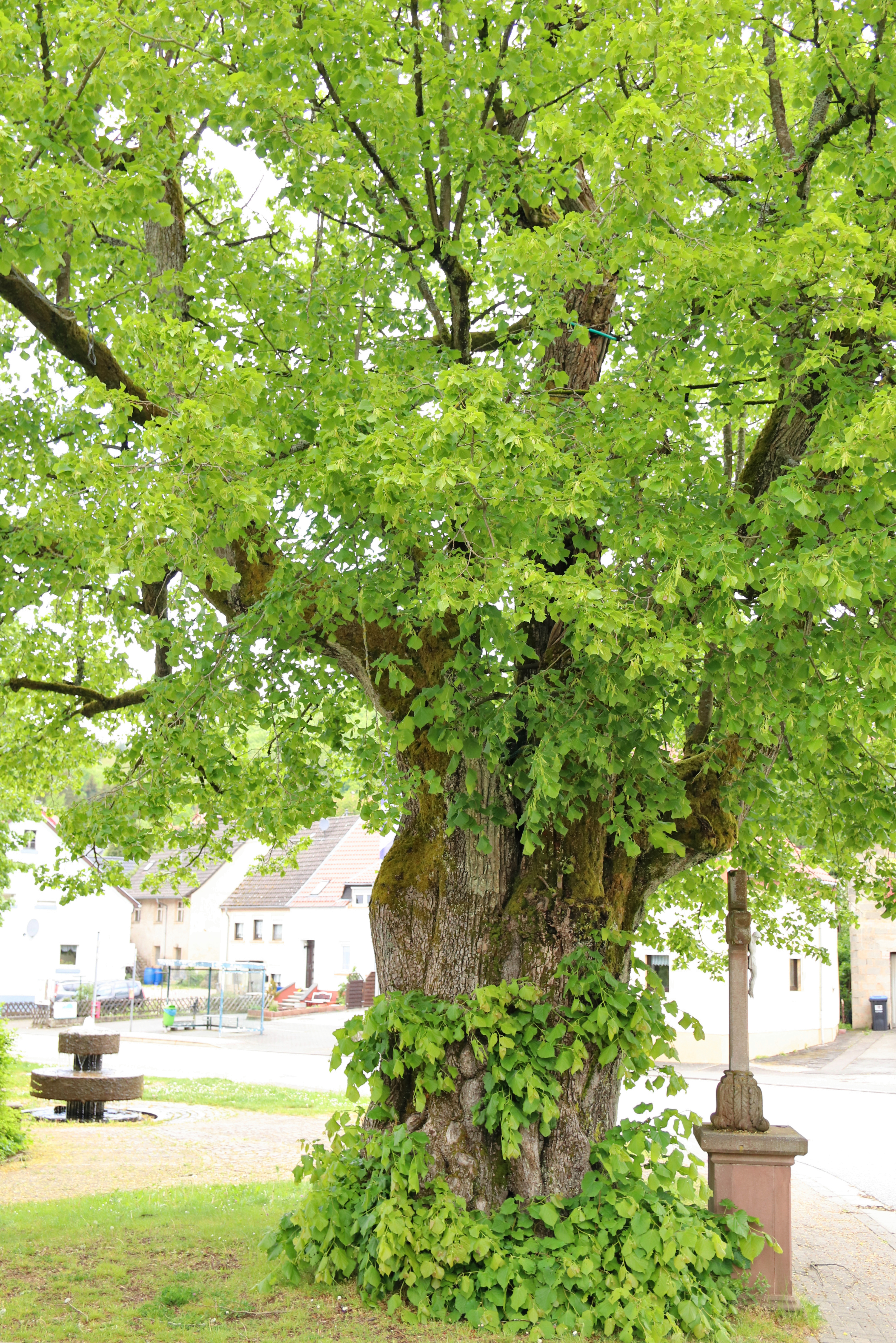
Dorflinde in Furschweiler

- Pfarrkirche St. Anna
- Naturdenkmal Linde

## Persönlichkeiten
- Reinhold Sartorius (* 2. Januar 1921 + 19. Juni 2016) – ehemaliger Amtsvorsteher des Amtes Oberkirchen-Namborn und Bürgermeister der Gemeinde Namborn